# Leptangium repens
Leptangium repens là một loài rêu trong họ Erpodiaceae. Loài này được Hook. Mitt. mô tả khoa học đầu tiên năm 1859.